# Массачусетский язык

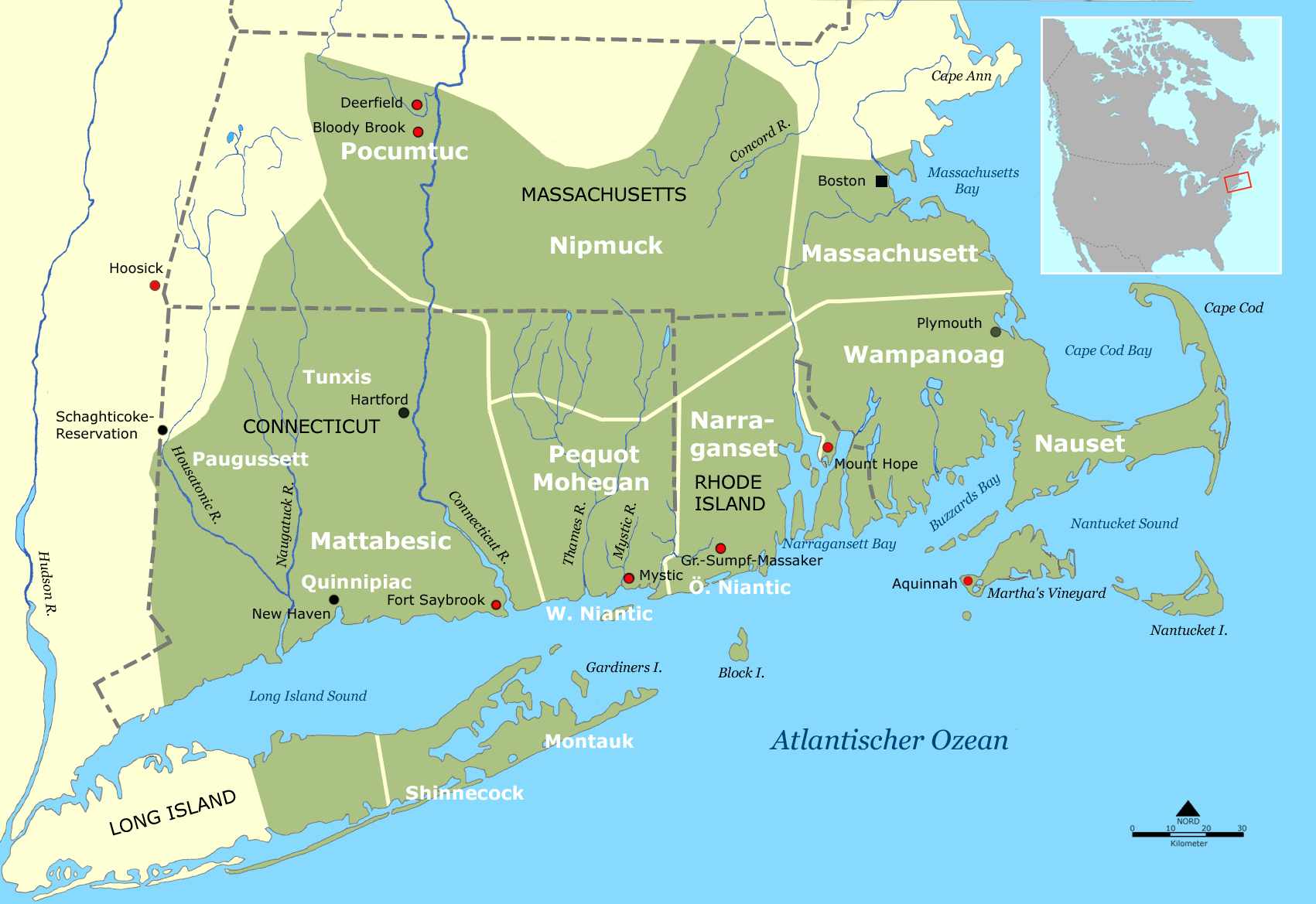
Карта расселения индейских племён в южной Новой Англии на 1600 год

Массачусе́тский язык (вампаноаг, вампаноаг-массачусетский язык, массачусет, массачусетт) — язык индейского народа вампаноаг, одной из племенных групп которого были массачусет, входит в семью алгонкинских языков. Был распространён на юге Новой Англии, на юго-востоке территории современного штата Массачусетс.

## Название
К началу контактного периода (1620 г. н.э.) носители языка — народ вампаноаг (самоназвание wôpanâak) — входили в аморфную конфедерацию, состоящую из пяти близкородственных в языковом отношении племенных групп, в том числе: массачусет, поканокет, нантукет, покасет и наусет. Гипотезу об особой близости массачусетского языка с языком племени наррагансет (Род-Айленд) разделяют не все лингвисты.
По другим данным, наррагансет говорили на одном языке с племенами пекот, мохеган и монтаук.

## История
Первым переводом Библии, напечатанным в Северной Америке, был перевод всей Библии целиком на массачусетский язык («Библия Элиота»), опубликованный Джоном Элиотом в 1663 году. Вскоре был опубликован первый букварь (1669) и второе издание Библии (1685). Благодаря миссионерским трудам Элиота среди массачусетов распространилась грамотность и до наших дней дошли многие документы, написанные в орфографии, введённой Элиотом. Благодаря этому массачусетский язык оказался задокументирован гораздо полнее, чем остальные вымершие языки индейцев, и сейчас члены племени вампаноаг пытаются возродить язык на основе сохранившихся письменных свидетельств.

## Фонология
На основе реконструкции предполагается, что в массачусетском языке было всего 11 согласных, 2 кратких гласных и 4 долгих.
Согласные включали смычные /p/, /t/, /c/, /ʧ/ и /k/; спиранты /s/ и /ʃ/; носовые /m/ и /n/; и полугласные /w/ и /j/.
Среди гласных краткими были /a/ и /ə/, а долгими /iː/, /uː/, /aː/ и /ãː/.

## Пример текста
Ниже приводится молитва «Отче наш» на массачусетском языке:
Nooshun kesukqut, wunneetupantamuch koowesuounk. Peyamooutch kukkeitasootamounk. Toh anantaman ne n-naj okheit, neane kesukqut. Asekesukokish petukqunnegash assaminnean yeu kesukok. Ahquontamaiinnean nummatcheseongatch, neane matchenehikqueagig nutahquontamanóunonog. Ahque sagkompaguninnean en qutchhuaonganit, webe pohquohwussinnan wutch matchitut. Newutche keitassootamoonk, kutahtauun, menuhkesuonk, sohsumoonk micheme kah micheme. Amen.